# Walther Negrão
Walther Luís Negrão (Avaré, 24 de maio de 1941) é um autor, escritor e dramaturgo brasileiro.

## Biografia
Filho de Germinal Negrão e Júlia Benedita Giunchetti (de ascendência italiana), com quatorze anos foi para São Paulo e estudou dramaturgia com as atrizes Célia Rodrigues e Vida Alves. Trabalhou como figurante e ator em algumas novelas da TV Tupi. Escreveu colunas no jornal Última Hora e na revista feminina Cláudia.
Como autor, estreou na televisão em 1958, ao escrever para o Grande Teatro Tupi, e adaptando textos radiofônicos para a Rede Record. Escreveu sua primeira telenovela em 1964, ao colaborar com Roberto Freire, na telenovela Renúncia, da Rede Record. Ainda, escreveu a telenovela Os Miseráveis, baseando-se no romance homônimo de Victor Hugo, esta que foi a primeira telenovela da Rede Bandeirantes. Em seguida, como colaborador de Geraldo Vietri, nas telenovelas Nino, o Italianinho e Antônio Maria, na extinta Rede Tupi.
Estreou na TV Globo, como substituto de Hedy Maia em A Cabana do Pai Tomás, onde escreveu o final da novela. Em 1970, escreveu suas primeira telenovelas como titular, A Próxima Atração e O Primeiro Amor, ambas exibidas às 19 horas e dois grande sucessos na época. Em seguida, escreveu sua única novela exibida em horário nobre, Cavalo de Aço, um grande fracasso, que sofreu com às interferência impostas pela Censura federal. Em seguida, escreveu a novela Supermanoela, outro grande fracasso, que acabou afastando o autor da emissora.
Em 1975, retornou para Rede Tupi, onde escreveu em parceria com Chico de Assis, as novelas, Ovelha Negra, Cinderela 77 e Xeque-Mate, e ainda, substituiu Sérgio Jockymann, no roteiro da novela Roda de Fogo.
Em 1980, retorna a TV Globo substituindo Wilson Rocha na autoria de As Três Marias, adaptação do livro homônimo de Rachel de Queiroz, protagonizada por Glória Pires, Maitê Proença. Em 1981, o autor foi chamado às pressas para substituir Roberto Freire e Wilson Aguiar Filho em O Amor é Nosso. 
Em 1983, volta a fazer sucesso com Pão-Pão, Beijo-Beijo, protagonizada por Cláudio Marzo, Maria Cláudia e Elizabeth Savalla. Em 1984, assina o texto de Livre para Voar, protagonizada por Tony Ramos e Carla Camurati, a trama marcou a estreia do ator Elias Gleizer na TV Globo. Em 1987, escreveu Direito de Amar, inspirada na radionovela de mesmo nome de Janete Clair de 1950, teve como protagonistas Glória Pires, Lauro Corona e Carlos Vereza. Em 1988, escreveu Fera Radical, considerada a melhor novela do autor, dirigida por Gonzaga Blota e protagonizada por Malu Mader e José Mayer, a trama foi inspirada na peça A Visita da Velha Senhora do suíço Friedrich Dürrenmatt, texto que anteriormente havia dado origem a Cavalo de Aço da própria Globo, escrita pelo próprio Walther. Em 1989, escreveu junto com Antônio Calmon a telenovela Top Model, outro grande sucesso da faixa das 19h.
Em 1991, Negrão adaptou o texto de João Ubaldo Ribeiro para a minissérie O Sorriso do Lagarto. E escreve novelas de grande sucesso, Despedida de Solteiro, em 1992, e Tropicaliente, em 1994. Ainda na década de 90, também assinou os textos de Anjo de Mim, Era uma Vez... e Vila Madalena.
Em 2003, por exemplo, assumiu com Maria Adelaide Amaral a autoria da minissérie A Casa das Sete Mulheres. Posteriormente, escreveu as novelas Como uma Onda, Desejo Proibido, Araguaia e Flor do Caribe.
Em 2016, escreveu para o horário das seis sua última novela: Sol Nascente, estrelada por Giovanna Antonelli e Bruno Gagliasso, contou com a colaboração de Suzana Pires e Júlio Fischer. Porém, Negrão teve pouco envolvimento direto com a trama por causa de problemas de saúde. Ele escreveu os 24 capítulos iniciais da novela, e depois passou semanas hospitalizado. Deixando a condução dos roteiros para Suzana e Júlio, que nunca haviam assinado uma novela como autores titulares e tiveram a supervisão de Silvio de Abreu, diretor de dramaturgia da Globo naquele período.
Em 2017, chegou a ser divulgado na imprensa do portal de notícias UOL, o fato de que a Globo não renovaria contrato com o autor. Mas a emissora e Negrão assinaram um novo acordo, previsto até 2020, para elaboração de uma série, juntamente com o núcleo de Wolf Maya, e que seria protagonizada pela atriz Bárbara Paz, em 10 capítulos. Posteriormente, o projeto acabou sendo cancelado. O autor anunciou seu desligamento do quadro de funcionários em janeiro de 2019. Passando a se dedicar à produção de cachaça na fazenda que mantém em Arandu, cidade no interior de São Paulo e vizinha de Avaré, onde ele nasceu

## Obras

#### Telenovelas
| Ano       | Trabalho              | Emissora   | Escalação           | Parceiros Titulares                |
| --------- | --------------------- | ---------- | ------------------- | ---------------------------------- |
| 2016-2017 | Sol Nascente          | TV Globo   | Autor principal     | Suzana Pires Júlio Fischer         |
| 2013      | Flor do Caribe        | TV Globo   | Autor principal     |                                    |
| 2010-2011 | Araguaia              | TV Globo   | Autor principal     |                                    |
| 2007-2008 | Desejo Proibido       | TV Globo   | Autor principal     |                                    |
| 2004-2005 | Como uma Onda         | TV Globo   | Autor principal     |                                    |
| 2002      | Vale Todo             | Telemundo  | Supervisor de texto | Yves Dumont                        |
| 1999-2000 | Vila Madalena         | TV Globo   | Autor principal     |                                    |
| 1998      | Era uma Vez...        | TV Globo   | Autor principal     |                                    |
| 1996-1997 | Anjo de Mim           | TV Globo   | Autor principal     |                                    |
| 1994      | Tropicaliente         | TV Globo   | Autor principal     |                                    |
| 1992-1993 | Despedida de Solteiro | TV Globo   | Autor principal     |                                    |
| 1989-1990 | Top Model             | TV Globo   | Autor principal     | Antônio Calmon                     |
| 1988      | Fera Radical          | TV Globo   | Autor principal     |                                    |
| 1987      | Direito de Amar       | TV Globo   | Autor principal     | Janete Clair                       |
| 1985-1986 | De Quina pra Lua      | TV Globo   | Colaborador         | Alcides Nogueira                   |
| 1984-1985 | Livre para Voar       | TV Globo   | Autor principal     | Alcides Nogueira                   |
| 1983      | Pão Pão, Beijo Beijo  | TV Globo   | Autor principal     |                                    |
| 1982      | Pic-nic Classe C      | TV Cultura | Autor principal     |                                    |
| 1981      | O Amor É Nosso        | TV Globo   | Coautor             | Wilson Aguiar Filho Roberto Freire |
| 1980-1981 | As Três Marias        | TV Globo   | Coautor             | Wilson Rocha                       |
| 1980      | Chega Mais            | TV Globo   | Supervisor de texto | Carlos Eduardo Novaes              |
| 1978      | Roda de Fogo          | TV Tupi    | Coautor             | Sérgio Jockymann                   |
| 1977      | Cinderela 77          | TV Tupi    | Autor Principal     | Chico de Assis                     |
| 1976      | Xeque-Mate            | TV Tupi    | Autor Principal     | Chico de Assis                     |
| 1975      | Ovelha Negra          | TV Tupi    | Autor Principal     | Chico de Assis                     |
| 1974      | Supermanoela          | TV Globo   | Autor Principal     |                                    |
| 1973      | Cavalo de Aço         | TV Globo   | Autor Principal     |                                    |
| 1972      | O Primeiro Amor       | TV Globo   | Autor Principal     |                                    |
| 1971      | Editora Mayo, Bom Dia | RecordTV   | Autor Principal     |                                    |
| 1970-1971 | A Próxima Atração     | TV Globo   | Autor Principal     |                                    |
| 1969      | A Cabana do Pai Tomás | TV Globo   | Supervisor de texto | Hedy Maia                          |
| 1969-1970 | Nino, o Italianinho   | TV Tupi    | Autor principal     | Geraldo Vietri                     |
| 1968-1969 | Antônio Maria         | TV Tupi    | Autor principal     | Geraldo Vietri                     |
| 1967      | Os Miseráveis         | Band       | Autor principal     |                                    |
| 1966      | Somos Todos Irmãos    | RecordTV   | Autor principal     | Roberto Freire                     |
| 1964-1965 | Marcados pelo Amor    | RecordTV   | Autor principal     | Roberto Freire                     |
| 1964      | Banzo                 | RecordTV   | Autor principal     | Roberto Freire                     |
| 1964      | Renúncia              | RecordTV   | Autor principal     | Roberto Freire                     |

### Minisséries
| Ano  | Trabalho                 | Emissora | Escalação       | Parceiros Titulares   |
| ---- | ------------------------ | -------- | --------------- | --------------------- |
| 2003 | A Casa das Sete Mulheres | TV Globo | Autor principal | Maria Adelaide Amaral |
| 1994 | A Madona de Cedro        | TV Globo | Autor principal |                       |
| 1991 | O Sorriso do Lagarto     | TV Globo | Autor principal |                       |

### Seriados
| Ano       | Trabalho              | Emissora     | Escalação       | Parceiros Titulares                                                 |
| --------- | --------------------- | ------------ | --------------- | ------------------------------------------------------------------- |
| 2003      | Carga Pesada          | TV Globo     | Roteirista      | Vários autores                                                      |
| 1982      | Caso Verdade          | TV Globo     | Roteirista      | Vários autores                                                      |
| 1981      | Obrigado Doutor       | TV Globo     | Roteirista      | Aguinaldo Silva                                                     |
| 1980      | Casa Fantástica       | TV Tupi      | Roteirista      | Vários autores                                                      |
| 1979      | Aplauso               | TV Globo     | Roteirista      |                                                                     |
| 1979      | Malu Mulher           | TV Globo     | Colaborador     | Euclydes Marinho, Daniel Filho                                      |
| 1972-1974 | Shazan, Xerife e Cia. | TV Globo     | Autor principal |                                                                     |
| 1968      | Viva a República!     | TV Tupi      | Roteirista      | Vários autores                                                      |
| 1967      | Patrulha Bandeirantes | Band         | Roteirista      | Vários autores                                                      |
| 1959      | Ontem, Hoje, Amanhã   | TV Record    | Roteirista      | Vários autores                                                      |
| 1959      | Grande Teatro Tupi    | TV Tupi      | Roteirista      | Vários autores                                                      |
| 1958      | Teatro Nove           | TV Excelsior | Roteirista      | Vários autores                                                      |
| 1958      | Aplauso               | RecordTV     | Roteirista      | Vários autores                                                      |
| 1958      | Revista Feminina      | TV Tupi      | Diretor geral   | Episódio: "Diva, de José de Alencar" Episódio: "Feliz Destino, Avô" |

### Como ator
| Ano  | Trabalho        | Emissora | Personagem                                                                 |
| ---- | --------------- | -------- | -------------------------------------------------------------------------- |
| 1984 | Livre para Voar | TV Globo | com um cliente de Gibi na cadeira de engraxate no Palace Hotel (figuração) |
| 1967 | Os Rebeldes     | TV Tupi  | Augusto Dantas                                                             |

### Cinema
| Ano  | Trabalho                      |
| ---- | ----------------------------- |
| 2003 | O Preço da Paz                |
| 1979 | Uma Estranha História de Amor |

### Teatro
| Ano  | Trabalho               |
| ---- | ---------------------- |
| 1961 | A Ilha Nua             |
| 1959 | Picnic                 |
| 1958 | O Diário de Anne Frank |

## Adaptações de novelas em outros países
| Ano       | Trabalho                           | País             | Emissora                         | Escalação                  | Notas                         | Autor da adaptação                       |
| --------- | ---------------------------------- | ---------------- | -------------------------------- | -------------------------- | ----------------------------- | ---------------------------------------- |
| 1996 1997 | Nino                               | Peru             | Panamericana Televisión          | Autor da história original | Remake de Nino, o Italianinho | Gigio Aranda Roxana Effio Humberto Polar |
| 1993      | Jaque mate                         | Chile            | Televisión Nacional de Chile     | Autor da história original | Remake de Xeque-Mate          | Jorge Marchant Sergio Bravo              |
| 1982      | Julián de madrugada                | Argentina        | ATC                              | Autor da história original | Remake de Nino, o Italianinho | Élida Gay Palmer                         |
| 1973      | Mi primer amor                     | México           | Televisa                         | Autor da história original | Remake de O Primeiro Amor     | Mimí Bechelani                           |
| 1971 1972 | Nino, las cosas simples de la vida | Peru · Argentina | Panamericana Televisión Canal 13 | Autor da história original | Remake de Nino, o Italianinho | José Herrero María A. Herrero            |